# Forza centrifuga

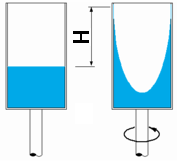
Esempio dell'effetto della forza centrifuga su un fluido

La forza centrifuga è una forza d'inerzia che appare come agente su un corpo che si muove di moto circolare, quando tale moto viene analizzato in un sistema di riferimento non inerziale solidale al corpo: pertanto, la forza centrifuga non è effettivamente applicata al corpo, poiché le forze effettive sono solo centripete; fu Christiaan Huygens, rifacendosi alle analisi sul movimento di Cartesio a fornire per primo un'analisi geometrica della natura del moto circolare come risultante dell'equilibrio fra forza centripeta e centrifuga.

## Considerazioni
Di norma, la dinamica effettua l'analisi del moto dei corpi nei sistemi di riferimento inerziali, ovvero i sistemi di riferimento che si muovono di moto rettilineo uniforme gli uni rispetto agli altri. Poiché un sistema di riferimento solidale con un corpo in rotazione non rientra tra questi, in esso si manifesteranno delle interazioni apparenti, legate all'inerzia dei corpi, ossia alla loro propensione a non curvare, mantenendo il moto rettilineo uniforme.
Ad esempio, nel caso di un osservatore {\displaystyle X} che si trovi su una giostra, rappresentata da una piattaforma girevole, che ruota con velocità angolare costante, un osservatore esterno vede {\displaystyle X} compiere un moto circolare uniforme, e osserva quindi applicata su {\displaystyle X} un'accelerazione diretta verso il centro di rotazione della giostra. Da parte sua, {\displaystyle X} vede se stesso immobile sulla giostra, e se vuole mantenere la validita della seconda legge di Newton ({\displaystyle \mathbf {F} =m\mathbf {a} }) deve ritenere che su se stesso non agisca alcuna forza. Sa però anche che su se stesso è applicata una forza diretta verso il centro della giostra, la forza del vincolo: per rendere valida la seconda legge di Newton deve ritenere che agisca un'altra forza che bilancia esattamente la forza del vincolo, la forza centrifuga. L'unica forza fisica reale agente su {\displaystyle X} è, in tutti i casi, la reazione vincolare, che determina la traiettoria circolare nel sistema di riferimento della Terra (approssimativamente inerziale).

## Formule
Posto che un moto curvilineo ha come causa una forza centripeta, ad esempio la forza di gravità, la forza centrifuga può essere determinata mediante la rotazione di un sistema di riferimento inerziale attorno ad un asse fisso. Così facendo, ci si pone in un sistema rotante, e quindi non inerziale, con velocità angolare {\displaystyle {\boldsymbol {\omega }}={\text{costante}}} diretta lungo l'asse di rotazione. Pertanto, rispetto alla forza centripeta, la forza centrifuga ha ugual modulo, ma verso opposto, poiché è diretta verso l'esterno della traiettoria:
{\displaystyle \mathbf {F} _{c}=-m\mathbf {a} _{c}=-m[{\boldsymbol {\omega }}\times ({\boldsymbol {\omega }}\times \mathbf {r} )]=m(\omega ^{2}r){\hat {\mathbf {r} }}=m{\frac {v_{t}^{2}}{r}}{\hat {\mathbf {r} }}}
dove {\displaystyle \mathbf {v} _{t}} la velocità tangenziale.

## Dimostrazione
Data una circonferenza e preso al suo interno un angolo {\displaystyle \varphi }, compreso tra due raggi di lunghezza {\displaystyle r},  e l'arco {\displaystyle s}, sotteso da tale angolo. La velocità angolare, orientata ortogonalmente rispetto al piano della circonferenza, è data dalla derivata rispetto al tempo dell'angolo spazzato dal vettore radiale che ruota:
{\displaystyle {\boldsymbol {\omega }}={\frac {d\varphi }{dt}}{\hat {\mathbf {n} }}}
poi, essendo un generico {\displaystyle \varphi } pari al rapporto dell'arco {\displaystyle s} sul raggio {\displaystyle r}, si ha:
{\displaystyle {\boldsymbol {\omega }}={\frac {d\varphi }{dt}}{\hat {\mathbf {n} }}={\frac {1}{r}}{\frac {ds}{dt}}{\hat {\mathbf {n} }}={\frac {\lVert \mathbf {v} _{t}\rVert }{r}}{\hat {\mathbf {n} }}}
Indicando con l'apice {\displaystyle I} i termini riferiti al sistema inerziale e con l'apice {\displaystyle R}  i termini riferiti al sistema non inerziale e con il pedice {\displaystyle x_{i}^{(I)}} la proiezione sull'i-esimo asse inerziale; si ha che le equazioni per esprimere una rotazione sono:
{\displaystyle {\begin{cases}x^{(I)}=x^{(R)}\cos(\omega t)-y^{(R)}\sin(\omega t)\\y^{(I)}=x^{(R)}\sin(\omega t)+y^{(R)}\cos(\omega t)\\z^{(I)}=z^{(R)}\end{cases}}}
Ricavando prima la velocità e poi l'accelerazione nel sistema inerziale, in funzione delle stesse quantità nel sistema rotante, si ottiene l'espressione della forza centripeta.
Pertanto le velocità sono:
{\displaystyle \left\{{\begin{aligned}&(\mathbf {v^{(I)}} )_{x^{(I)}}={\frac {dx^{(I)}}{dt}}=\underbrace {{\dot {x}}^{(R)}\cos(\omega t)-{\dot {y}}^{(R)}\sin(\omega t)} _{\displaystyle {(\mathbf {v^{(R)}} )_{x^{(I)}}}}-\omega (x^{(R)}\sin(\omega t)+y^{(R)}\cos(\omega t))\\&(\mathbf {v^{(I)}} )_{y^{(I)}}={\frac {dy^{(I)}}{dt}}=\underbrace {{\dot {x}}^{(R)}\sin(\omega t)+{\dot {y}}^{(R)}\cos(\omega t)} _{\displaystyle {(\mathbf {v^{(R)}} )_{y^{(I)}}}}+\omega (x^{(R)}\cos(\omega t)-y^{(R)}\sin(\omega t))\\&(\mathbf {v^{(I)}} )_{z^{(I)}}={\frac {dz^{(I)}}{dt}}={\dot {z}}^{(R)}\\\end{aligned}}\right.}
Mentre le accelerazioni risultano:
{\displaystyle \left\{{\begin{aligned}&(\mathbf {a^{(I)}} )_{x^{(I)}}={\frac {d^{2}x^{(I)}}{dt^{2}}}=\underbrace {{\ddot {x}}^{(R)}\cos(\omega t)-{\ddot {y}}^{(R)}\sin(\omega t)} _{\displaystyle {(\mathbf {a^{(R)}} )_{x^{(I)}}}}-2\omega \underbrace {({\dot {x}}^{(R)}\sin(\omega t)+{\dot {y}}^{(R)}\cos(\omega t))} _{\displaystyle {(\mathbf {v^{(R)}} )_{y^{(I)}}}}-\omega ^{2}\underbrace {(x^{(R)}\cos(\omega t)-y^{(R)}\sin(\omega t))} _{\displaystyle {(\mathbf {r^{(R)}} )_{x^{(I)}}}}\\&(\mathbf {a^{(I)}} )_{y^{(I)}}={\frac {d^{2}y^{(I)}}{dt^{2}}}=\underbrace {{\ddot {x}}^{(R)}\sin(\omega t)+{\ddot {y}}^{(R)}\cos(\omega t)} _{\displaystyle {(\mathbf {a^{(R)}} )_{y^{(I)}}}}+2\omega \underbrace {({\dot {x}}^{(R)}\cos(\omega t)-{\dot {y}}^{(R)}\sin(\omega t))} _{\displaystyle {(\mathbf {v^{(R)}} )_{x^{(I)}}}}-\omega ^{2}\underbrace {(x^{(R)}\sin(\omega t)-y^{(R)}\cos(\omega t))} _{\displaystyle {(\mathbf {r^{(R)}} )_{y^{(I)}}}}\\&(\mathbf {a^{(I)}} )_{z^{(I)}}={\frac {d^{2}z^{(I)}}{dt^{2}}}={\ddot {z}}^{(R)}\\\end{aligned}}\right.}
Ricordando che
{\displaystyle {\begin{cases}{\boldsymbol {\omega }}_{x}=0\\{\boldsymbol {\omega }}_{y}=0\\{\boldsymbol {\omega }}_{z}=\omega \end{cases}}}
per la componente {\displaystyle x}, ad esempio, si possono esprimere le seguenti quantità:
{\displaystyle {\begin{aligned}&-2\omega (\mathbf {v^{(R)}} )_{y^{(I)}}=2[\omega _{y^{(I)}}(\mathbf {v^{(R)}} )_{z^{(I)}}-\omega _{z^{(I)}}(\mathbf {v^{(R)}} )_{y^{(I)}}]=2({\boldsymbol {\omega }}\times \mathbf {v^{(R)}} )_{x^{(I)}}\\&-\omega ^{2}(\mathbf {r^{(R)}} )_{x^{(I)}}=-\omega [\omega _{z^{(I)}}(\mathbf {r^{(R)}} )_{x^{(I)}}-\omega _{x^{(I)}}(\mathbf {r^{(R)}} )_{z^{(I)}}]=-\omega ({\boldsymbol {\omega }}\times \mathbf {r^{(R)}} )_{y^{(I)}}=-\omega _{z^{(I)}}({\boldsymbol {\omega }}\times \mathbf {r^{(R)}} )_{y^{(I)}}+\omega _{y^{(I)}}({\boldsymbol {\omega }}\times \mathbf {r^{(R)}} )_{z^{(I)}}=[{\boldsymbol {\omega }}\times ({\boldsymbol {\omega }}\times \mathbf {r^{(R)}} )]_{x^{(I)}}\\\end{aligned}}}
La componente {\displaystyle x} dell'accelerazione nel sistema inerziale è quindi:
{\displaystyle (\mathbf {a^{(I)}} )_{x^{(I)}}=(\mathbf {a^{(R)}} )_{x^{(I)}}+2({\boldsymbol {\omega }}\times \mathbf {v^{(R)}} )_{x^{(I)}}+[{\boldsymbol {\omega }}\times ({\boldsymbol {\omega }}\times \mathbf {r^{(R)}} )]_{x^{(I)}}}
Tenendo conto di tutte e tre le componenti, si ottiene:
{\displaystyle \mathbf {a^{(I)}} =\mathbf {a^{(R)}} +2({\boldsymbol {\omega }}\times \mathbf {v^{(R)}} )+[{\boldsymbol {\omega }}\times ({\boldsymbol {\omega }}\times \mathbf {r^{(R)}} )]}
Per conservare la validità del secondo principio della dinamica {\displaystyle \mathbf {F} ^{(e)}=m\mathbf {a^{(I)}} } nel sistema rotatorio, si spostano gli ultimi due termini dell'equazione precedente e successivamente si moltiplica per la massa, ottenendo così
{\displaystyle \mathbf {F^{(R)}} =m\mathbf {a^{(R)}} =\mathbf {F} ^{(e)}+\mathbf {F} ^{(a)}=m\mathbf {a^{(I)}} -2m({\boldsymbol {\omega }}\times \mathbf {v^{(R)}} )-m[{\boldsymbol {\omega }}\times ({\boldsymbol {\omega }}\times \mathbf {r^{(R)}} )]}
dove:
- {\displaystyle \mathbf {F} ^{(a)}} è la sommatoria delle forze apparenti, cioè quelle forze che non esistono nel sistema inerziale ma solo in quello rotatorio;
- {\displaystyle -2m({\boldsymbol {\omega }}\times \mathbf {v^{(R)}} )} è la forza di Coriolis, presente solo quando il corpo si muove nel sistema di riferimento rotante;
- {\displaystyle -m[{\boldsymbol {\omega }}\times ({\boldsymbol {\omega }}\times \mathbf {r^{(R)}} )]} è la forza centrifuga, anch'essa presente solo nel sistema rotante.